# Michel Caillaud

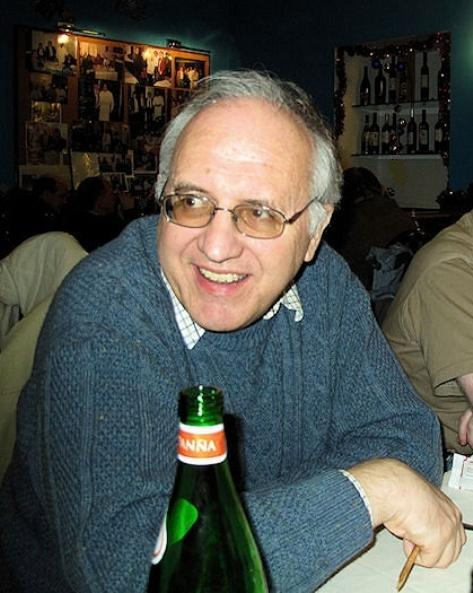
Michel Caillaud, 2009 beim Meeting Sant’Ambrogio in Mailand

Michel Caillaud (* 10. April 1957) ist ein französischer Schachkomponist.

## Schachkomposition
Im Jahr 1993 verlieh ihm die PCCC den Titel eines Großmeisters für Schachkomposition. Als 36-Jähriger war er damals der jüngste, der diesen Titel erhalten hatte. Seit 1993 ist er auch Internationaler Preisrichter der PCCC für Retrospektiv-Aufgaben. Bei Weltmeisterschaften der Schachkomposition (WCCT) belegte er bei der 3. Weltmeisterschaft gemeinsam mit Jean-Marc Loustau den 1. Platz bei Dreizügern und den 3. Platz, 2. Abteilung beim Märchenschach. Bei der 6. Weltmeisterschaft war er Preisrichter beim Märchenschach. Von allen Schachkomponisten hat er mit 200,92 die drittmeisten Punkte aus allen FIDE-Alben von 1914 bis zum Jahr 2000.

## Lösen von Schachproblemen
Die Weltmeisterschaft im Lösen von Schachproblemen konnte er zweimal gewinnen: 1987 in Graz und 2000 in Pula. Seit 2002 trägt er einen Großmeistertitel für das Lösen von Schachproblemen. Seine Elo-Zahl im Lösen von Schachproblemen betrug mit Stand 1. Juli 2012 2563, damit lag er auf Platz 18 der Weltrangliste. Seine bisher höchste Wertungszahl war 2636.

## Kompositionsbeispiele
|   | a | b | c | d | e | f | g | h |   |
| 8 |   |   |   |   |   |   |   |   | 8 |
| 7 |   |   |   |   |   |   |   |   | 7 |
| 6 |   |   |   |   |   |   |   |   | 6 |
| 5 |   |   |   |   |   |   |   |   | 5 |
| 4 |   |   |   |   |   |   |   |   | 4 |
| 3 |   |   |   |   |   |   |   |   | 3 |
| 2 |   |   |   |   |   |   |   |   | 2 |
| 1 |   |   |   |   |   |   |   |   | 1 |
|   | a | b | c | d | e | f | g | h |   |

Position nach dem 7. Zug von Weiß. Wie ist diese Position entstanden? (2 Lösungen)
|   | a | b | c | d | e | f | g | h |   |
| 8 |   |   |   |   |   |   |   |   | 8 |
| 7 |   |   |   |   |   |   |   |   | 7 |
| 6 |   |   |   |   |   |   |   |   | 6 |
| 5 |   |   |   |   |   |   |   |   | 5 |
| 4 |   |   |   |   |   |   |   |   | 4 |
| 3 |   |   |   |   |   |   |   |   | 3 |
| 2 |   |   |   |   |   |   |   |   | 2 |
| 1 |   |   |   |   |   |   |   |   | 1 |
|   | a | b | c | d | e | f | g | h |   |

kürzeste Beweispartie in 3.0 (Andernachschach).
Lösung:
Beim linken Diagramm ist die Stellung entweder nach 1. b4 h5 2. b5 Th6 3. b6 Tc6 4. bxc7 Txc2 5. cxb8D Txd2 6. Dd6 Txd1+ 7. Dxd1 oder 1. b4 h5 2. b5 Th6 3. b6 Td6 4. bxc7 Txd2 5. cxb8L Txc2 6. Lbf4 Txc1 7. Lxc1 entstanden. In beiden Fällen wird das Pronkin-Thema gezeigt: Eine Figur, in die umgewandelt wurde, zieht auf das Ursprungsfeld der geschlagenen Figur.
Im rechten Diagramm ist die Märchenbedingung Andernachschach (benannt nach dem jährlichen Schachkompositionstreffen in Andernach) angegeben. Dabei wechselt ein Stein, der einen anderen Stein schlägt, die Farbe. Wenn beispielsweise ein weißer Springer einen schwarzen Bauern schlägt, wird der Springer schwarz. Die Stellung ist nach den Zügen 1. Sf3 Sc6 2. Se5 Sxe5 (= wS) 3. Sxd7 (= sS) Sb8 entstanden. Dabei hat der Springer zweimal seine Farbe gewechselt. Nach 2. … Sxe5 stand somit ein weißer und nach 3. Sxd7 ein schwarzer Springer auf dem jeweiligen Feld.